# Parque nacional El Tepeyac
El parque nacional El Tepeyac es uno de los pocos reductos de áreas verdes que se ubican al norte de la Ciudad de México. Es una de las grandes extensiones de bosque artificial de eucalipto que fueron reforestadas en la primera mitad del siglo XX. Tal denominación es atribuida a la ubicación del parque nacional en el cerro conocido como el Cerro del Tepeyac. Dese este lugar se puede contemplar una de las más hermosas vistas del valle de México, a pesar de que ha sido amenazado por el crecimiento de la mancha urbana principalmente en sus laderas.
Este parque abarca parte de la cadena montañosa de la sierra de Guadalupe y fue creado mediante un decreto emitido el 18 de febrero de 1937, contando originalmente con una extensión de 1500 ha.

## Aspectos físicos

### Ubicación

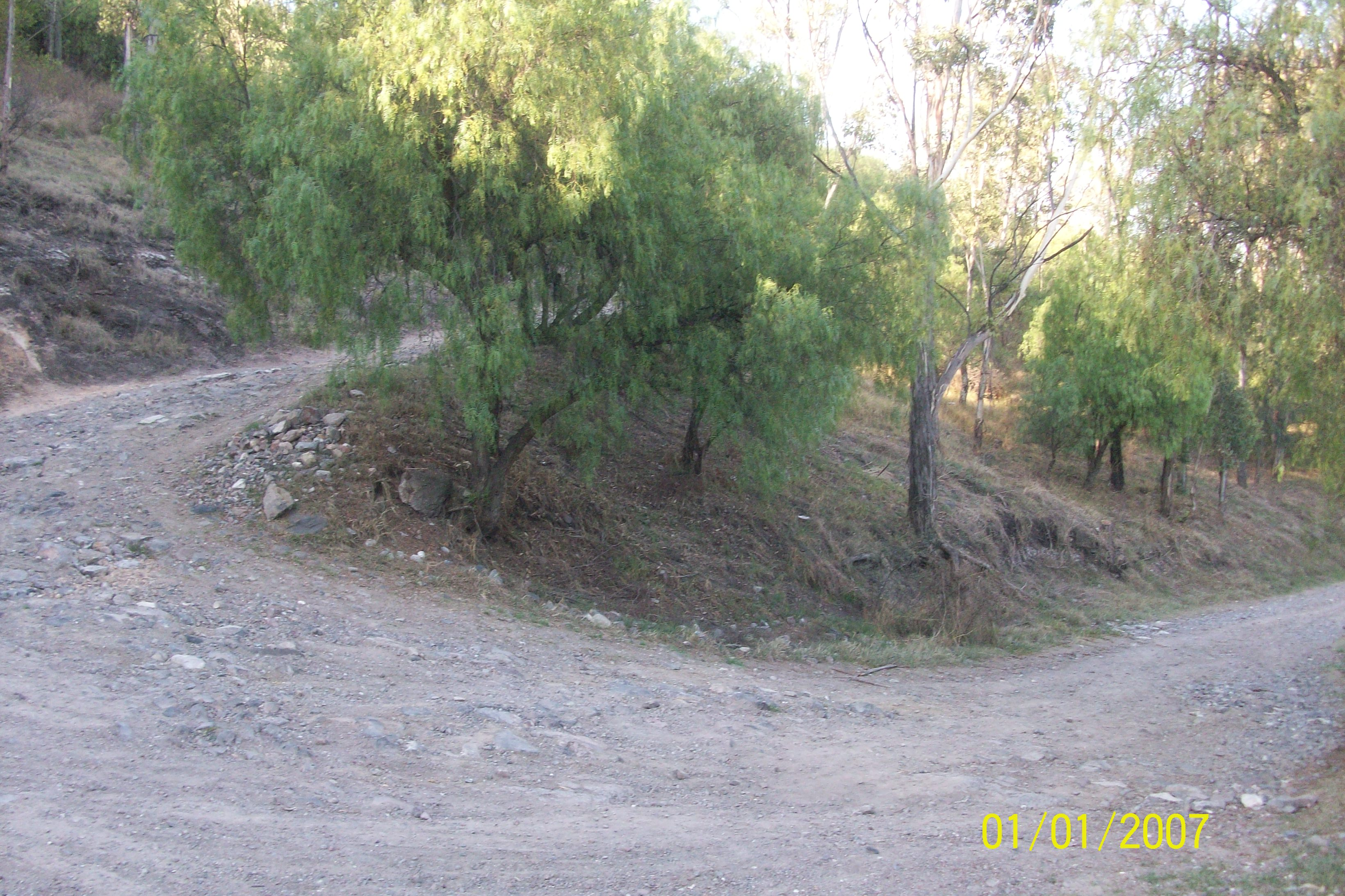
Excelente lugar para ir a correr.

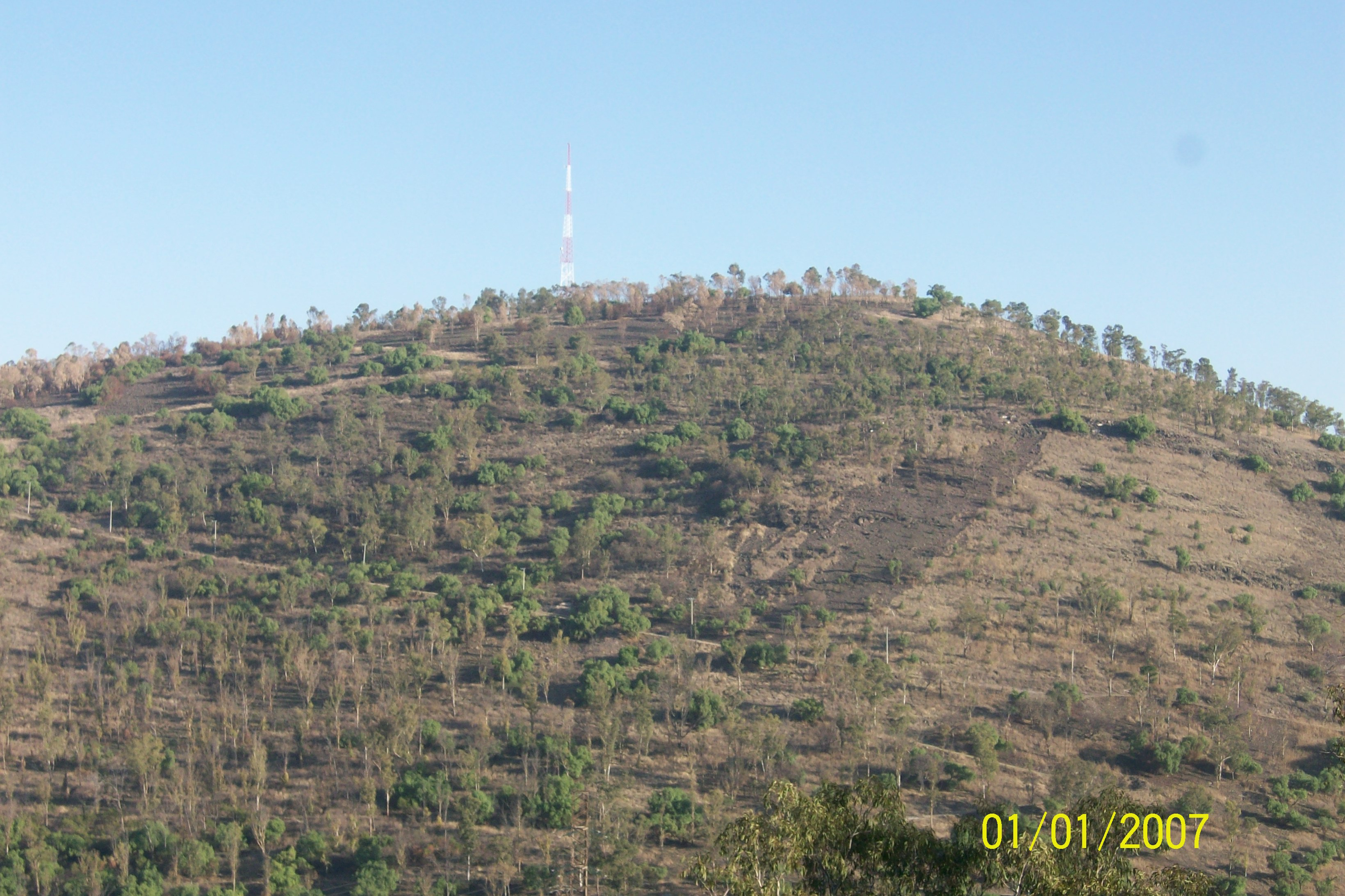
Límites

Comprende la parte oriental de la cadena montañosa que parece cerrar al norte el valle de México y que es conocida como sierra de Guadalupe. El parque comprende las laderas y algunas partes bajas y las partes altas de las siguientes elevaciones de la sierra: el Cerro del Tepeyac, el Cerro del Guerrero y el Cerro de Santa Isabel. Se encuentra políticamente dentro de la delegación Gustavo A. Madero en la Ciudad de México, una menor extensión se ubica dentro del municipio mexiquense de Tlalnepantla.
El acceso principal al parque se realiza, desde la Ciudad de México, por la vía conocida como la avenida de los Insurgentes rumbo al norte de la ciudad. El acceso se realiza por el antiguo poblado de Santa Isabel Tola, que hoy forma parte de la zona urbana, pero tiene algunas entradas más, como en la colonia Martín Carrera  , Gabriel Hernández o en la colonia CTM atzacoalco,Risco.

### Orografía
La zona oriental de la Sierra de Guadalupe, que es en donde está ubicado este parque se caracteriza por la poca altitud de las elevaciones montañosas, siendo en este punto donde se termina la sierra. En promedio los tres cerros ya citados que forman parte del lugar tienen una altura de 2,450 a 2,500 m s. n. m.
Los suelos que componen estas elevaciones son muy delgados, se trata de entisol, suelos jóvenes de colores claros localizados en las partes altas de la sierra.  La mayor parte de estos suelos se localizan en pendientes y cañadas donde no abunda la roca.

### Hidrografía
No cuenta con algún afluente cercano. Anteriormente los lagos de Texcoco y Zumpango bordeaban parte de los cerros. Debido a la falta del líquido para el consumo humano se construyó el Acueducto de Guadalupe, que surtía de agua a la cercana Villa de Guadalupe y provenía con el vital líquido desde el poblado de Tlalnepantla.
Recibe prácticamente las aportaciones pluviales de los meses de verano, que lamentablemente en las laderas que han sido urbanizadas se pierden en el sistema de drenaje.

### Clima
En general el clima de la zona es templado de tipo semiseco con lluvias que se presentan durante el verano.
Según la clasificación de Koppen corresponde al tipo "BS" con 20 día de heladas al año y precipitación media anual de 600 mm. con lluvias predominantes de julio a septiembre, presenta mayor insolación de abril a junio y los vientos soplan predominantemente de noroeste a sudoeste.

## Flora y fauna
De acuerdo al Sistema Nacional de Información sobre Biodiversidad de la Comisión Nacional para el Conocimiento y Uso de la Biodiversidad (CONABIO) en el Parque Nacional El Tepeyac habitan más de 220 especies de plantas y animales de las cuales 9 se encuentran dentro de alguna categoría de riesgo de la Norma Oficial Mexicana NOM-059  y 18 son exóticas,

### Flora

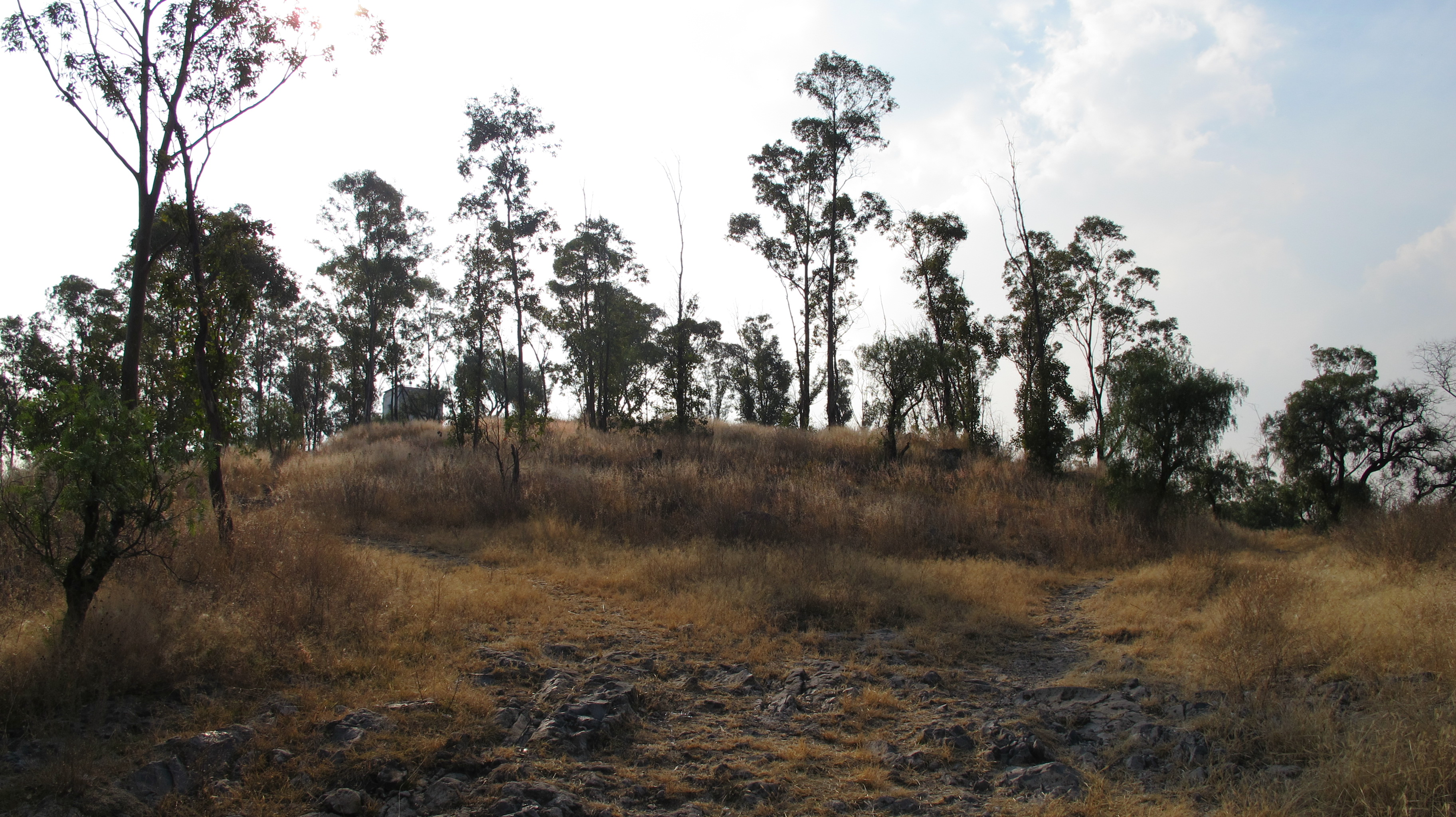
Vegetación en Cerro del Guerrero

La especie predominante es el eucalipto, que fue sembrado para reforestar esta parte de la sierra y también otras zonas alrededor del Valle de México, creando así grandes extensiones de bosque artificial. Aunque también se pueden observar algunas de las siguientes especies en menor medida: cedro, encino, pino radiata, pino patula y pirules.
Sin embargo, se sabe que existen asentamientos ilegales dentro del parque que utilizan la madera del parque para hacer sus construcciones y por el mismo motivo hacer un tanto insegura la zona.
En algunas zonas de menor tamaño hay presencia de pastizales.
En el estrato inferior vegetal prosperan matorrales de zaluzanias  y en la región norte, más árida, gran cantidad de opuntias y matorrales espinosos xerófilos.

### Fauna
La fauna del lugar ha desaparecido, solo está presente la que se conforma por algunos roedores y algunas especies introducidas por los habitantes cercanos al parque como perros y gatos.

## Actividades recreativas
Frecuentado por deportistas que practican principalmente la caminata y el senderismo, así como el paseo en bicicleta. Generalmente asisten en grupos debido a la zona.
En la parte que concierne al Cerro del Tepeyac se han instalado quioscos, zona de juegos y asadores para practicar días de campo, así como un pequeño albergue.

## Problemática ecológica

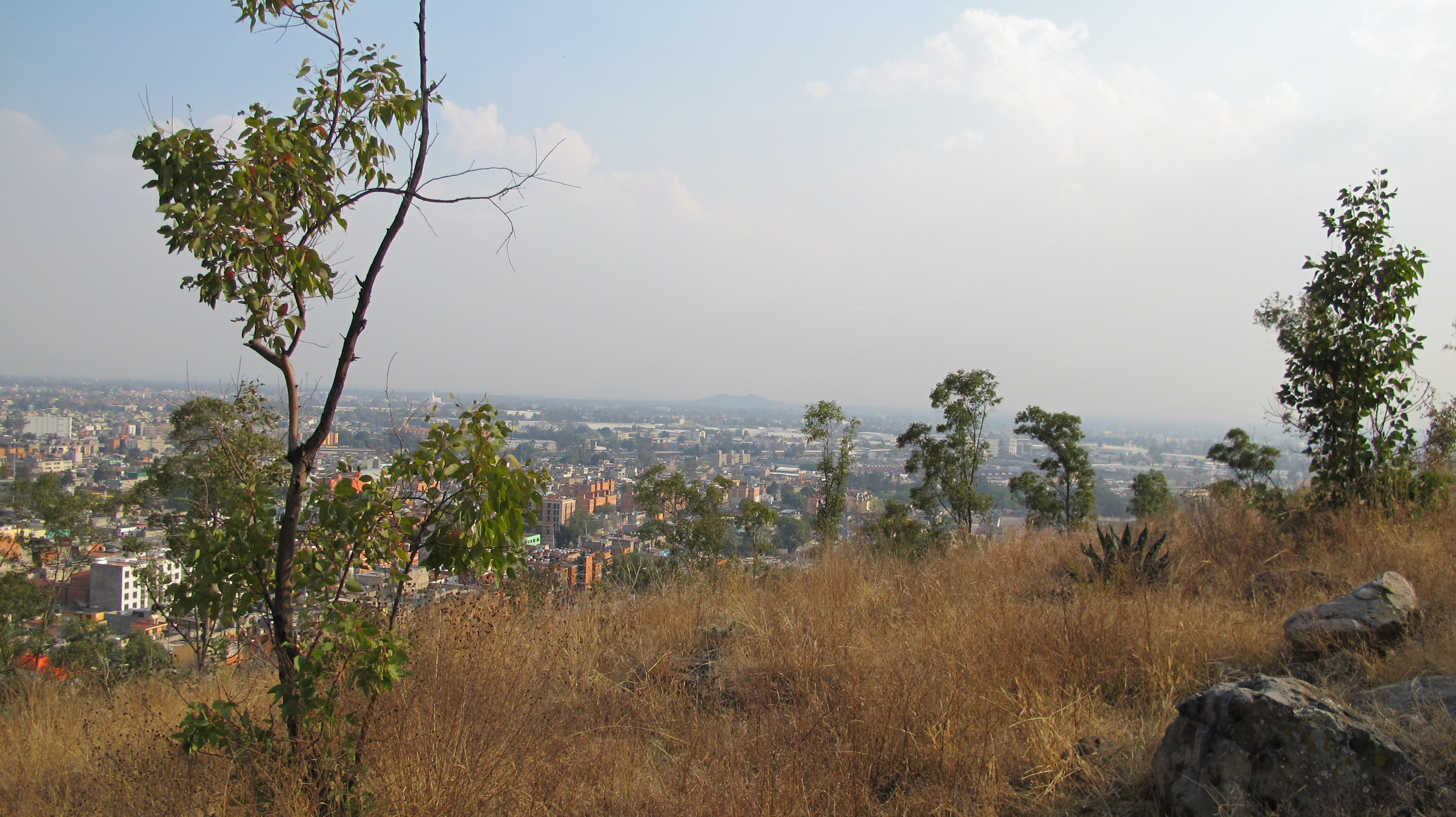
La mancha urbana amenaza al Parque Nacional El Tepeyac

La Sierra de Guadalupe y su Parque Nacional El Tepeyac son algunos de los espacios naturales de la Cuenca de México con usos más inadecuados de suelo.  En este espacio lo mismo hay áreas para la agricultura de temporal, asentamientos humanos irregulares, regulares y ejidales,  vegetación inducida como el eucalipto con la intención de reducir la erosión, un panteón, áreas para la extracción de recursos pétreos y hacinamiento de basura. Agravan la situación la pisada equina y los senderistas, quienes reducen la delgada capa de suelo. Los incendios forestales son también otro factor de degradación ambiental.